# Gare de Siuntio
La gare de Siuntio (en finnois : Siuntion rautatieasema, en suédois : Böle järnvägstation) est une gare ferroviaire située à Siuntio en Finlande. 